# Dominic Armato
Dominic Armato, född 18 november 1976 i Chicago, är en röstskådespelare som är mest känd för sitt arbete på LucasArts.
Guybrush Threepwood, huvudpersonen i The Curse of Monkey Island, är en av hans mest kända röstroller för LucasArts, och Armato har repriserat rollen i samtliga uppföljare. Han har också gett sin röst till olika figurer i flera spel i Star Wars-serierna.